# Charbhadrasan
Charbhadrasan (en bengali : চরভদ্রাসন) est une upazila du Bangladesh dans le district de Faridpur. En 1991, on y dénombrait 69 876 habitants.